# Municipio de Bethlehem (condado de Cass)
El municipio de Bethlehem (en inglés: Bethlehem Township) es un municipio ubicado en el condado de Cass en el estado estadounidense de Indiana. En el año 2010 tenía una población de 795 habitantes y una densidad poblacional de 8,68 personas por km².

## Geografía
El municipio de Bethlehem se encuentra ubicado en las coordenadas 40°51′45″N 86°18′8″O / 40.86250, -86.30222. Según la Oficina del Censo de los Estados Unidos, el municipio tiene una superficie total de 91.57 km², de la cual 91,45 km² corresponden a tierra firme y (0,13 %) 0,12 km² es agua.

## Demografía
Según el censo de 2010, había 795 personas residiendo en el municipio de Bethlehem. La densidad de población era de 8,68 hab./km². De los 795 habitantes, el municipio de Bethlehem estaba compuesto por el 96,23 % blancos, el 0,13 % eran afroamericanos, el 0,13 % eran amerindios, el 0,25 % eran asiáticos, el 2,01 % eran de otras razas y el 1,26 % eran de una mezcla de razas. Del total de la población el 3,65 % eran hispanos o latinos de cualquier raza.